# Acochlidioidea
Acochlidioidea Küthe, 1935 è una superfamiglia di molluschi gasteropodi eterobranchi del superordine Acochlidiimorpha.

## Tassonomia
La superfamiglia comprende otto generi in sei famiglie, più un genere di incerta collocazione sistematica:
- Acochlidiidae Küthe, 1935
  - Acochlidium Strubell, 1892 (3 specie)
  - Palliohedyle Rankin, 1979 (2 spp.)
  - Strubellia Odhner, 1937 (2 spp.)
- Aitengidae Swennen & Buatip, 2009
  - Aiteng (3 spp.)

- Bathyhedylidae Neusser et al., 2016
  - Bathyhedyle Neusser et al., 2016 (1 sp.)
- Hedylopsidae Odhner, 1952
  - Hedylopsis Thiele, 1931 (2 spp.)

- Pseudunelidae Rankin, 1979
  - Pseudunela Salvini-Plawen, 1973 (5 spp.)

- Tantulidae Rankin, 1979
  - Tantulum Rankin, 1979 (1 sp.)
- incertae sedis 
  - Helicohedyle Drainas et al., 2017 (1 sp.)